# Aranycsőrű galambocska
Az aranycsőrű galambocska (Columbina cruziana) a madarak osztályának galambalakúak (Columbiformes) rendjéhez és a galambfélék (Columbidae) családjához tartozó faj.

## Rendszerezése
A fajt Florent Prévost francia ornitológus írta le 1842-ben, a Columba nembe Columba Cruziana néven.

## Előfordulása
Chile, Ecuador és Peru tengerparti részén honos. Természetes élőhelyei a szubtrópusi vagy trópusi cserjések, valamint másodlagos erdők, vidéki kertek és városi régiók. Állandó, nem vonuló faj.

## Megjelenése
Testhossza 19 centiméter.

## Természetvédelmi helyzete
Az elterjedési területe nagyon nagy, egyedszáma pedig növekszik. A Természetvédelmi Világszövetség Vörös listáján nem fenyegetett fajként szerepel.